# Maud de Wales
Maud de Wales (Maud Charlotte Mary Victoria; 26 noiembrie 1869 – 20 noiembrie 1938) a fost soția regelui Haakon al VII-lea al Norvegiei. Ea a fost membră a familiei regale britanice, fiind cel mai mic copil al regelui Eduard al VII-lea al Regatului Unit și al reginei Alexandra a Danemarcei. Regina Maud a fost prima regină a Norvegiei din 1319 care nu a fost și regină a Danemarcei sau Suediei.

## Primii ani
S-a născut la Londra ca fiică a lui Albert Eduard, Prinț de Wales, care era al doilea copil și cel mai mare fiu al reginei Victoria și în acel moment moștenitorul tronului britanic. Mama sa a fost Prințesa ed Wales, Alexandra a Danemarcei.
A fost un copil plin de viață, o calitate prin care și-a câștigat porecla de "Harry". Prințesa Maud lua parte la aproape toate vizitele anuale pe care mama sa le făcea în Danemarca iar mai târziu împreună cu mama sa și cu surorile mai mari făcea croaziere în Norvegia și pe Mediterană.

## Căsătorie

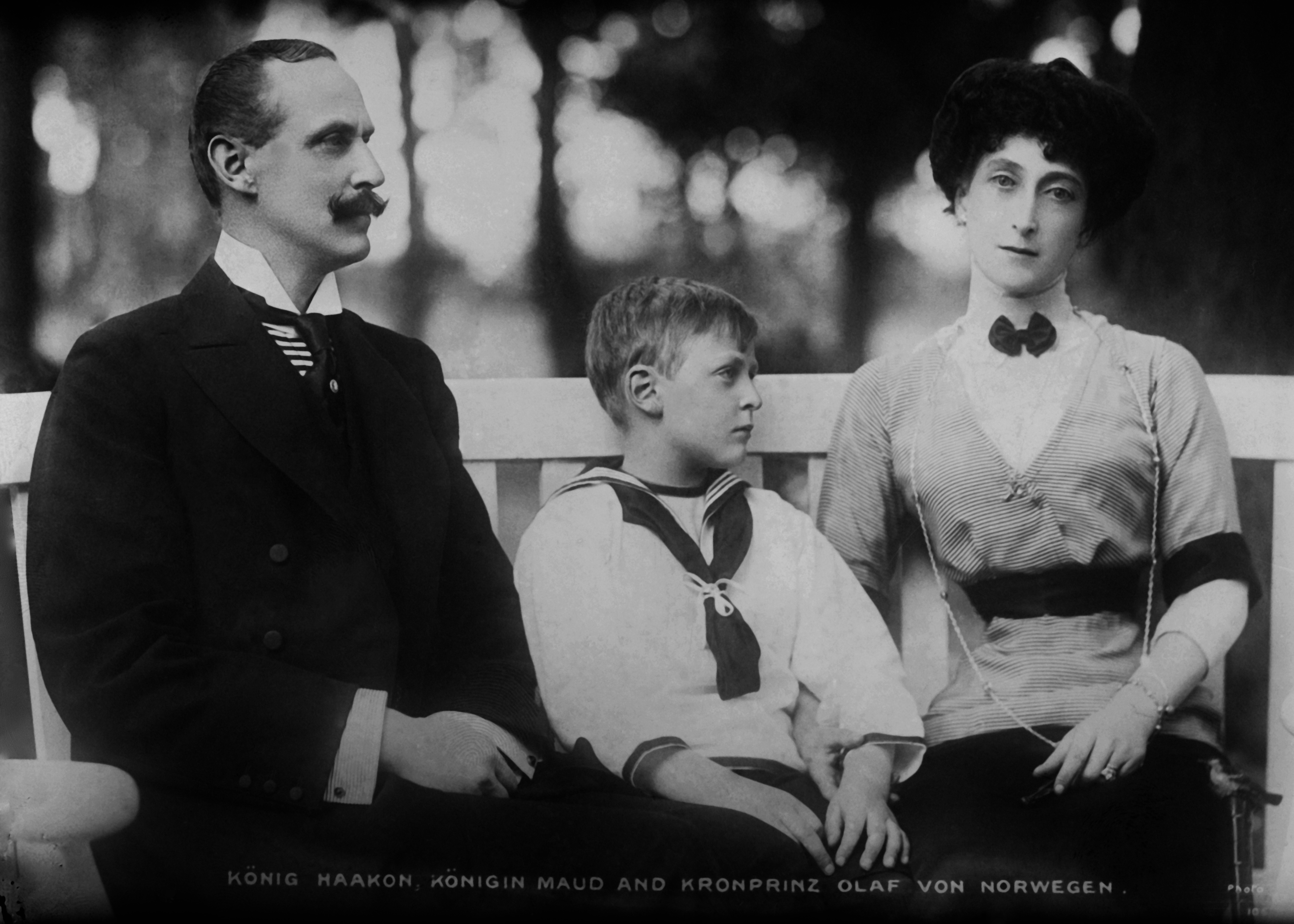
Regele Haakon VII, regina Maud şi fiul lor Olav.

La 22 iulie 1896 la Palatul Buckingham, Prințesa maud s-a căsătorit cu verișorul ei primar, Prințul Carl al Danemarcei. Prințul Carl era al doilea fiu al Prințului moștenitor Frederick al Danemarcei, fratele mai mare al reginei Alexandra și al Prințesei Louise a Suediei. Cuplul a avut un singur copil, Prințul Alexandru, care s-a născut la 2 iulie 1903.
Prințul Carl a fost ofițer în marina daneză și el împreună cu familia au trăit în principal în Danemarca până în 1905. În iunie, parlamentul norvegian a dizolvat uniunea de 100 de ani cu Suedia și a votat pentru oferirea tronului Prințului Carl. Prințul a acceptat tronul Norvegiei luându-și numele de Haakon VII iar fiul său pe cel de Olav. Regele Haakon și regina Maud au fost încoronați la catedrala Nidaros în Trondheim la 22 iunie 1906, ultima încoronare a unui monarh scandinav.

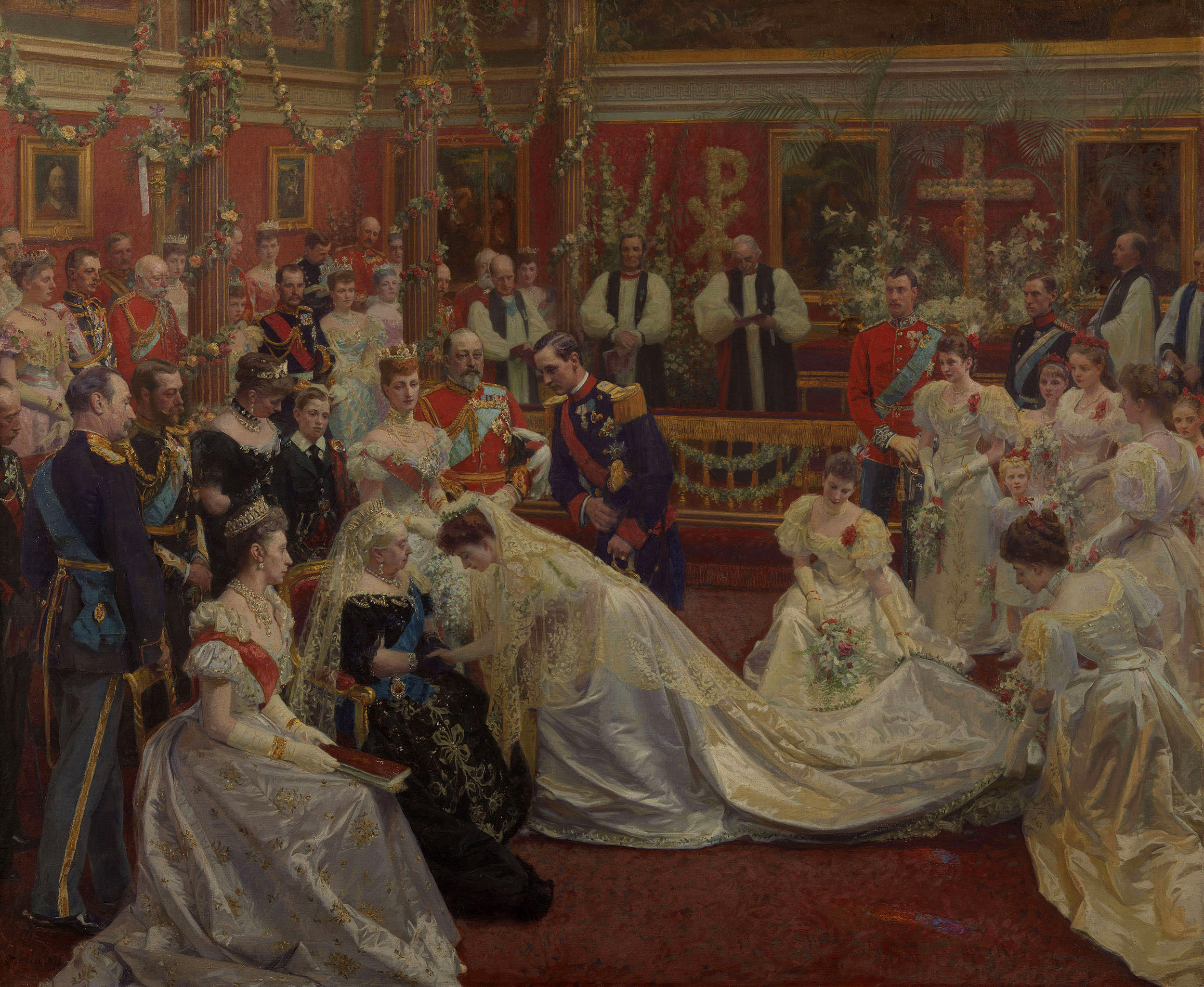
Nunta prințesei Maud și prințul danez Carl în 1896 la Laurits Tuxen
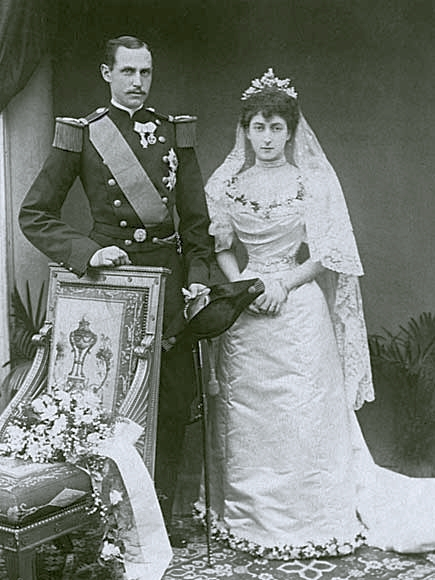
Prințul și prințesa daneză Karl și Maud
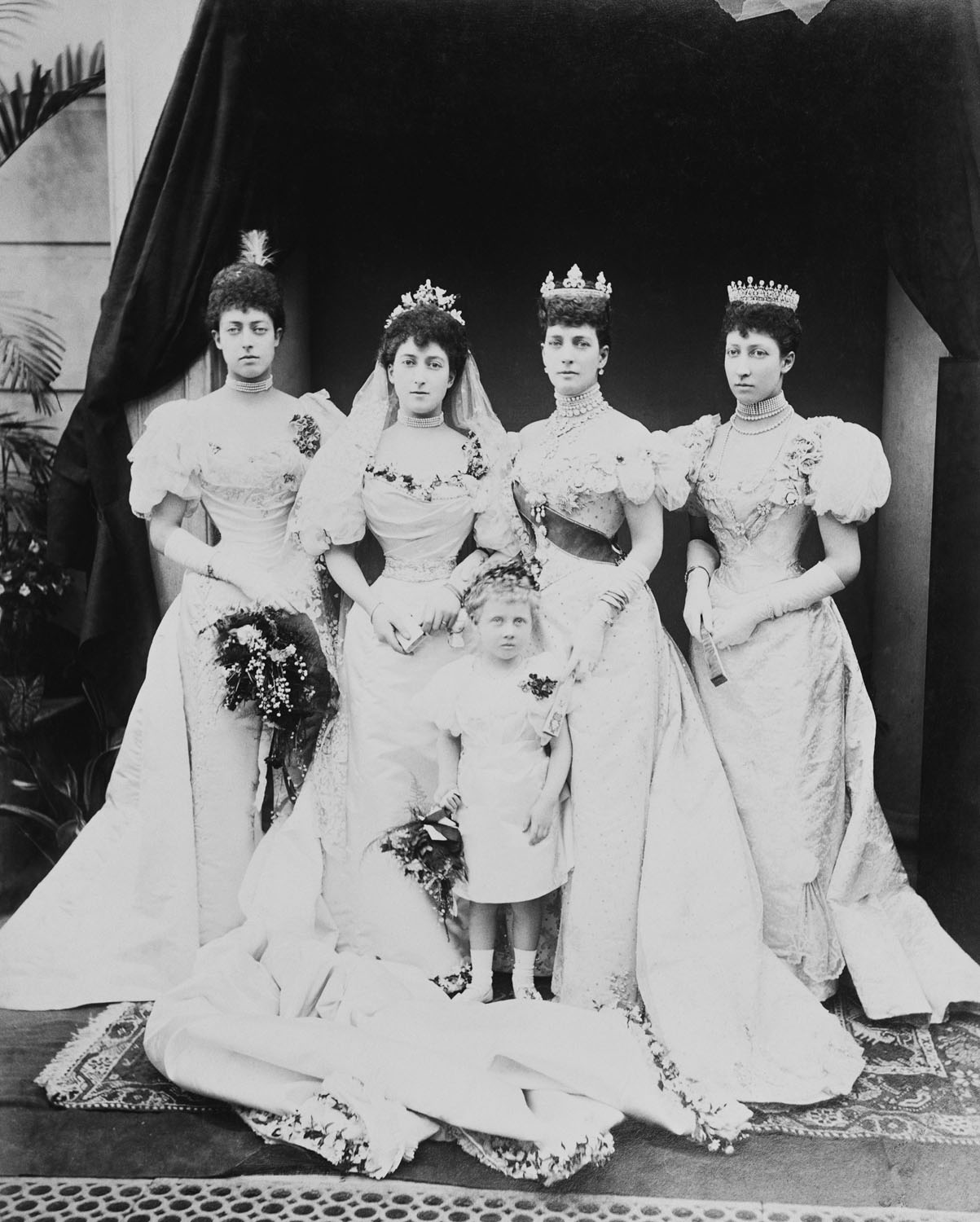
Prințesă cu mama și surorile

## Regină a Norvegiei
Regina Maud nu și-a pierdut niciodată dragostea pentru Marea Britanie însă s-a adaptat rapid la noua ei țară și la îndatoririle ca regină. S-a angajat în acțiuni caritabile, în special cele legate de copii și animale și a încurajat muzicienii și artiștii; a învățat să schieze. 

Ultima apariție publică a reginei Maud în Marea Britanie a fost la încoronarea nepotului ei, regele George al VI-lea al Regatului Unit, în mai 1937.
Maud a murit de insuficiență cardiacă la Londra la 20 noiembrie 1938 cu șase zile înainte de cea de-a 69-a aniversare, la trei zile după operație. Corpul ei a fost adus în Norvegia la bordul HMS Royal Oak. Regina Maud a fost înmormântată la Castelul Akershus. În momentul morții ei, era singurul copil supraviețuitor al regelui Eduard VII și a reginei Alexandra.